# Rotas da Seda: a rede de rotas do corredor Chang'an–Tianshan
"Rotas da Seda: a rede de rotas do corredor Chang'an–Tianshan" é um sítio do Patrimônio Mundial da UNESCO constituído por um conjunto de seções da antiga Rota da Seda e de locais próximos a essa rota (num total de 33). O corredor passa por três países: China, Cazaquistão e Quirguistão. A UNESCO acredita que novos locais devam ser inseridos em anos seguintes.

## História
Em 1988, a UNESCO iniciou um estudo sobre a Rota da Seda a fim de entender a difusão cultural através da Eurásia e proteger seu patrimônio cultural.  Em agosto de 2006 a UNESCO e a Administração do Patrimônio Cultural da China co-patrocinaram uma conferência em Turpã, Sinquião a fim de coordenar a indicação da Rota da Seda como Patrimônio Mundial  Nesta conferência, a China e cinco repúblicas centro-asiáticas, Cazaquistão, Quirguistão, Tajiquistão e Turcomenistão concordaram em se unir à indicação em 2010.  Os seis países formaram um comitê coordenado em 2009 a fim de preparar-se para tal indicação.
Em 28 de março de 2008, a China submeteu uma lista de 48 locais da Rota da Seda para apreciação da UNESCO, como patrimônio cultural. Estes locais foram divididos em terrestres: Henan, Xianxim, Chingai, Gansu, Região autônoma de Ningxia Hui e marítimos: Liampó, Chequião, Chincheu e Fuquiém.  Em 2 de maio de 2008, o Irã submeteu uma indicação à Rota da Seda da província do Coração. Em 3 de janeiro de 2010 o Turcomenistão enviou uma lista de 29 locais ao longo de 11 segmentos da Rota da Seda.  Em 20 de janeiro de 2010 a Índia enviou uma lista dividida em 12 componentes.  Em 19 de fevereiro de 2010 o Quirguistão submeteu uma lista de seis locais e o Usbequistão, outra lista com 18.
No final de 2001, a UNESCO propôs que, devido à enormidade do projeto Rota da Seda que a indicação seria dividida em corredores.  Em dezembro de 2001 a China, Cazaquistão e Quirguistão concordaram em se juntar para a formação de um corredor, da China central através do Desfiladeiro de Tianshan e cada país nomeou um oficial, um arqueólogo e um comitê nacional. Tajiquistão, Usbequistão e Turcomenistão se prepararam para indicar outro corredor.  Em 2013 a indicação do Corredor Chang'an-Tianshan foi finalizada e oficialmente submetida pelo Quirguistão.  A lista contem 22 locais na CHina, 8 no Cazaquistão e 3 no Quirguistão. Cada país-membro da UNESCO pode submeter uma indicação por ano e a China submeteu a indicação do Grande Canal da China.  Os locais originais propostos pela China foram substancialmente revisados.  Locais em Ningxia Hui e relacionados à rota marítima foram removidos. Os organizadores chineses disseram que muitos locais mantidos fora da indicação poderão ser submetidos no futuro.
Em 22 de junho de 2014, no 38° encontro anual do Comitê, em Doa, Catar, o Corredor Chang'an-Tianshan foi aprovado.

## Corredor Chang'an–Tianshan
"Rotas da Seda: a rede de rotas do corredor Chang'an–Tianshan", que foi aprovado pela UNESCO, consiste de 33 locais na China, Cazaquistão e Quirguistão. Os locais incluem cidades, complexos de palácios de vários impérios e reinos, locais de assentamento, cavernas-templos budistas, trilhas antigas, postos de correio, passagens por entre montanhas, partes da Grande Muralha da China, fortificações, tumbas e construções religiosas.
Os locais são divididos em quatro regiões ao longo da Rota, a fimd e facilitar a sua inscrição: 
1. China Central - capitais imperiais antigas no Planalto Central da China e na Planície de Guanzhong.
- Cidade de Luoyang, Província de Honã
- Portão Dingding Gate, Luoyang, Província de Honã
- Grutas de Longmen , Luoyang, Província de Honã
- Passagem Hangu,  Lingbao, Província de Honã
- Seção Shihao da Rota Xiaohan Route, Xin'an, Província de Honã
- Palácio Weiyang, Xi'an, Província de Xianxim
- Palácio Daming, Xi'an, Província de Xianxim
- Pagode do Ganso Selvagem Gigante, Xi'an, Província de Xianxim
- Pagode do Ganso Selvagem Pequeno, Xi'an, Província de Xianxim
- Templo Xingjiao, Xi'an, Província de Xianxim[11]
- Caverna Templo do Condado de Bin, Bin, Província de Xianxim
- Tumba de Zhang Qian, Chenggu, Província de Xianxim
- Grutas de Maijishan, Tianshui, Província de Gansu

2. Corredor Hexi na Província de Gansu.
- Templo Bingling, Yongjing, Linxia Hui, Província de Gansu
- Passagem Yumen, Dunhuang, Província de Gansu
- Posto de Xuanquanzhi, Dunhuang, Província de Gansu
- Grutas de Mogao , Dunhuang, Província de Gansu
- Ruínas de Suoyang, Anxi, Província de Gansu

3. Norte e Sul das Montanhas Tianshan em Sinquião
- Ruínas de Gaochang, Turpã, Sinquião
- Ruínas de Jiaohe, Turpã, Sinquião
- Ruínas de Beshbalik, Jimsar, Sinquião
- Torre de Kizil Gaha, Cucha, Sinquião
- Cavernas de Kizil, Cucha, Sinquião
- Ruínas de Subashi, Cucha, Sinquião

4. Região de Zhetysu dos Vales Ili e Talas do Cazaquistão e do Vale Chuy do Quirguistão
- Kayalyk, Província de Almaty, Cazaquistão
- Karamergen, Província de Almaty, Cazaquistão
- Talgar, Província de Almaty, Cazaquistão
- Aktobe, Província de Jambyl, Cazaquistão
- Kulan, Província de Jambyl, Cazaquistão
- Akyrtas, Província de Jambyl, Cazaquistão
- Ornek, Província de Jambyl, Cazaquistão
- Kostobe, Província de Jambyl, Cazaquistão
- Suyab, Província de Chuy, Quirguistão
- Cidade de Balasagun, Província de Chuy, Quirguistão
- Cidade de Nevaket, Província de Chuy, Quirguistão

## UNESCO
As Rotas da Seda foram incluídas na lista de Patrimônio Mundial da UNESCO por "ligar múltiplas civilizações e facilitar o intercâmbio de atividades no comércio, religião, ciência, inovações tecnológicas, práticas culturais e artes"